# Santolina elegans
Santolina elegans là một loài thực vật có hoa trong họ Cúc. Loài này được Boiss. ex DC. miêu tả khoa học đầu tiên năm 1838.